# Primavera dos Museus

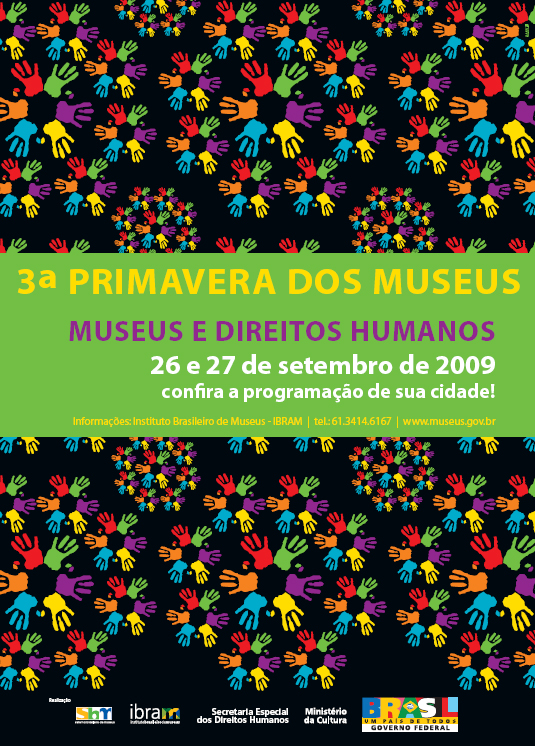
3ª Primavera dos Museus

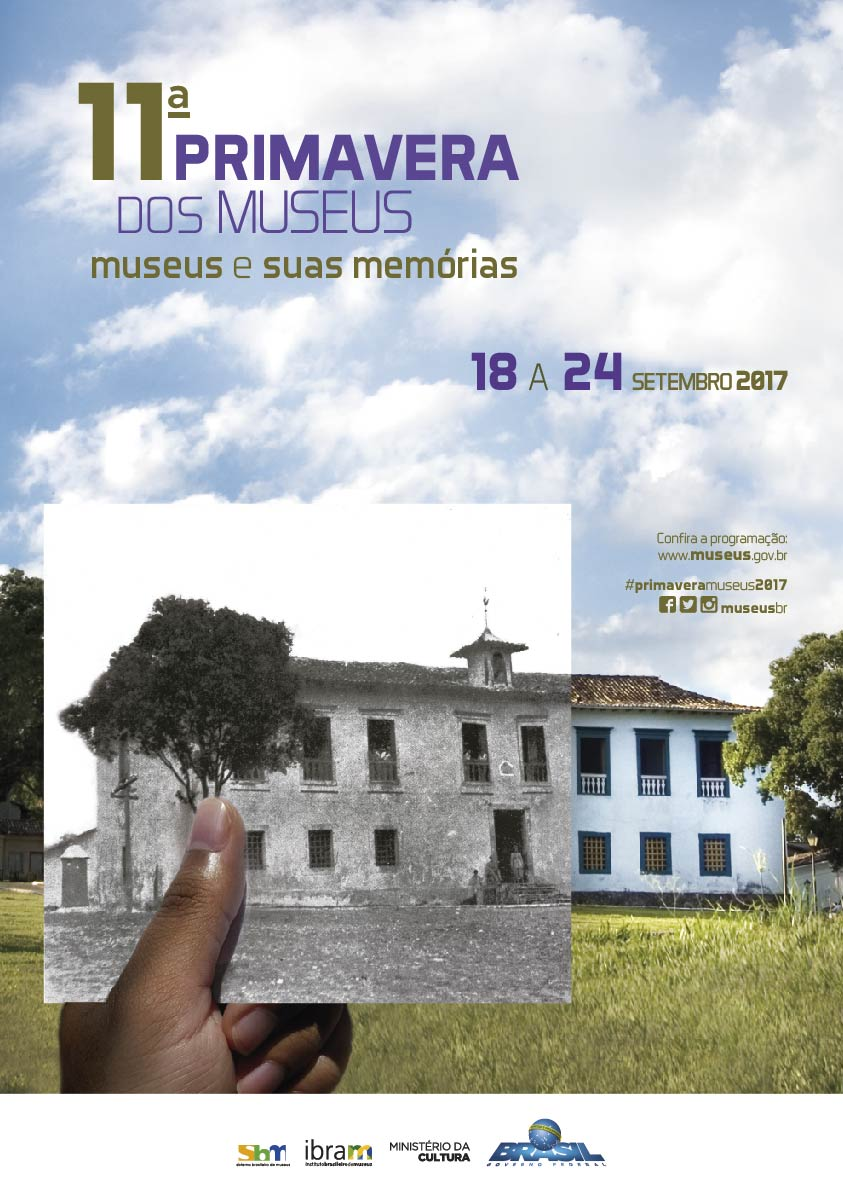
Cartaz da 11ª Primavera dos Museus

A Primavera dos Museus (PM) é uma ação anual coordenada pelo Instituto Brasileiro de Museus, com duração de uma semana, que visa mobilizar os museus brasileiros a elaborarem programações especiais voltadas para um mesmo tema, o qual é escolhido pelo próprio Ibram. 
Geralmente o evento ocorre na semana que inicia a estação da primavera e tem como objetivos, entre outros: a) promover, divulgar e valorizar os museus brasileiros; b) aumentar o público visitante das instituições; e c) intensificar a relação dos museus com a sociedade.
A 1ª Primavera dos Museus ocorreu no ano de 2007, com o tema “Meio Ambiente, Memória e Vida”, com a participação de 300 museus e 874 eventos na programação. No ano de 2018 a ação chegou a sua 12ª edição, com o tema “Celebrando a Educação em Museus”, com 900 instituições de cultura e memória envolvidas e aproximadamente 2.787 eventos na programação.
O tema da 12ª edição teve como embasamento o Caderno da Política Nacional de Educação Museal (PNEM), lançado no mês de junho de 2018. A publicação aborda o processo de criação da PNEM, bem como os princípios e diretrizes dessa política, que visa nortear gestores, educadores e demais interessados na prática da educação museal. Os museus devem ser reconhecidos como espaços plurais, que propiciam vivências diversas e trocas constantes de conhecimentos e experiências e, nesse sentido, a educação permeia todos os seus cantos. 

## Temas
Os temas das edições da Primavera dos Museus foram:
- 1ª PM (2007) – Meio Ambiente, Memória e Vida
- 2ª PM (2008) – Museus e o Diálogo Intercultural [1]
- 3ª PM (2009) – Museus e Direitos Humanos
- 4ª PM (2010) – Museus e Redes Sociais
- 5ª PM (2011) – Mulheres, Museus e Memórias
- 6ª PM (2012) – A Função Social dos Museus
- 7ª PM (2013) – Museus, memória e cultura afrobrasileira
- 8ª PM (2014) – Museus Criativos
- 9ª PM (2015) – Museus e Memórias Indígenas [2]
- 10ª PM (2016) – Museus, Memórias e economia da Cultura [3]
- 11ª PM (2017) – Museus e Suas Memórias [4]
- 12ª PM (2018) – Celebrando a Educação em Museus [5] [6] [7] [8]
- 13ª PM (2019) – Museus por dentro, por dentro dos Museus [9]